# Dreiband-Europameisterschaft für Nationalmannschaften 2009

Logo CEB (ausrichtender Verband)

Die Dreiband-Europameisterschaft für Nationalmannschaften 2009 war die 8. Auflage dieses Turniers, dass in der Billardvariante Dreiband ausgetragen wurde. Sie fand vom 15. bis zum 18. Oktober 2009 in Dinard statt.

## Spielmodus
Es nahmen 19 Mannschaften an dieser EM teil. Es gab zwei Gruppenphasen mit vier Gruppen à drei Mannschaften. In der ersten Gruppenphase qualifizierten sich die Gruppensieger für die Haupt-Gruppenphase. Hier zogen die Gruppensieger- und Gruppenzweiten in die KO-Phase ein und spielten den Sieger aus. Die Partiedistanz betrug bis zur KO-Phase zwei Gewinnsätze à 15 Punkte. Danach drei Gewinnsätze à 15 Punkte.
Bei Punktegleichstand wird wie folgt gewertet:
1. Matchpunkte (MP)
2. Partiepunkte (PP)
3. Mannschafts-Generaldurchschnitt (MGD)

## Turnierkommentar
Zum ersten Mal gewann die Türkei die europäische Team-EM vor den Niederlanden und Frankreich A und Spanien, die beide Dritter wurden.

## Teilnehmende Nationen
| Nation       | Spieler 1            | Spieler 2               | Spieler 3   |
| ------------ | -------------------- | ----------------------- | ----------- |
| Spanien      | Rubén Legazpi        | Javier Palazón          |             |
| Belgien A    | Roland Forthomme     | Jozef Philipoom         |             |
| Österreich A | Andreas Efler        | Gerhard Kostistansky    |             |
| Türkei A     | Tayfun Taşdemir      | Lütfi Çenet             |             |
| Niederlande  | Dick Jaspers         | Jean Paul de Bruijn     |             |
| Dänemark     | Dion Nelin           | Thomas Andersen         |             |
| Deutschland  | Martin Horn          | Christian Rudolph       |             |
| Frankreich A | Jérémy Bury          | Jean-Christophe Roux    |             |
| Portugal     | Paulo Andrade        | Rui Manuel Costa        |             |
| Griechenland | Filipos Kasidokostas | Kostas Papakonstantinou |             |
| Schweden     | David Pennör         | Nalle Olsson            |             |
| Schweiz      | René Hendriksen      | Cetin Behzat            |             |
| Luxemburg    | Ramon Hamm           | Brice Briére            |             |
| Ägypten      | Ihab El Messery      | Mohammed Zayed          |             |
| Kroatien     | Slobodan Soro        | Nadir Paulovic          | Domagoj Hum |
| Belgien B    | Francis Forton       | Ronny Brants            |             |
| Österreich B | Andreas Kronlachner  | Andreas Horvath         |             |
| Türkei B     | Can Çapak            | Hakan Incekara          |             |
| Frankreich B | Jérôme Barbeillon    | Xavier Clausse          |             |

## Finalrunde

### Qualifikationsgruppen
| Platz | Nation       | MP  | PP  | SP  | Pkte | Aufn | MGD   | BMD   | BED   | HS |
| ----- | ------------ | --- | --- | --- | ---- | ---- | ----- | ----- | ----- | -- |
| 1     | Frankreich A | 4:0 | 4:0 | 8:0 | 120  | 89   | 1,348 | 1,428 | 1,666 | 7  |
| 2     | Belgien B    | 2:2 | 2:2 | 4:5 | 105  | 110  | 0,954 | 1,030 | 1,250 | 6  |
| 3     | Kroatien     | 0:4 | 0:4 | 1:8 | 57   | 103  | 0,553 | -     | -     | 6  |

| Platz | Nation   | MP  | PP  | SP  | Pkte | Aufn | MGD   | BMD   | BED   | HS |
| ----- | -------- | --- | --- | --- | ---- | ---- | ----- | ----- | ----- | -- |
| 1     | Türkei B | 4:0 | 4:0 | 8:1 | 120  | 104  | 1,153 | 1,176 | 1,500 | 7  |
| 2     | Schweiz  | 0:4 | 0:4 | 1:8 | 88   | 101  | 0,871 | -     | -     | 7  |

| Platz | Nation       | MP  | PP  | SP  | Pkte | Aufn | MGD   | BMD   | BED   | HS |
| ----- | ------------ | --- | --- | --- | ---- | ---- | ----- | ----- | ----- | -- |
| 1     | Österreich B | 4:0 | 4:0 | 8:3 | 153  | 141  | 1,085 | 1,135 | 1,200 | 7  |
| 2     | Ägypten      | 2:2 | 2:2 | 5:4 | 101  | 126  | 0,801 | 1,000 | 1,000 | 7  |
| 3     | Schweden     | 0:4 | 0:4 | 2:8 | 107  | 132  | 0,810 | -     | -     | 5  |

| Platz | Nation       | MP  | PP  | SP  | Pkte | Aufn | MGD   | BMD   | BED   | HS |
| ----- | ------------ | --- | --- | --- | ---- | ---- | ----- | ----- | ----- | -- |
| 1     | Niederlande  | 3:1 | 3:1 | 7:2 | 113  | 89   | 1,269 | 1,276 | 2,142 | 8  |
| 2     | Frankreich B | 3:1 | 3:1 | 6:3 | 98   | 88   | 1,113 | 1,304 | 1,578 | 8  |
| 3     | Luxemburg    | 0:4 | 0:4 | 0:8 | 48   | 89   | 0,539 | -     | -     | 5  |

### Hauptgruppen
| Platz | Nation       | MP  | PP  | SP  | Pkte | Aufn | MGD   | BMD   | BED   | HS |
| ----- | ------------ | --- | --- | --- | ---- | ---- | ----- | ----- | ----- | -- |
| 1     | Belgien A    | 4:0 | 4:0 | 8:3 | 149  | 138  | 1,079 | 1,468 | 2,142 | 7  |
| 2     | Frankreich A | 2:2 | 2:2 | 5:5 | 125  | 97   | 1,288 | 1,365 | 1,413 | 10 |
| 3     | Portugal     | 0:4 | 0:4 | 3:8 | 118  | 141  | 0,836 | -     | -     | 6  |

| Platz | Nation       | MP  | PP  | SP  | Pkte | Aufn | MGD   | BMD   | BED   | HS |
| ----- | ------------ | --- | --- | --- | ---- | ---- | ----- | ----- | ----- | -- |
| 1     | Dänemark     | 3:1 | 3:1 | 6:3 | 101  | 85   | 1,188 | 1,407 | 1,666 | 7  |
| 2     | Türkei B     | 2:2 | 2:2 | 4:5 | 105  | 77   | 1,363 | 1,777 | 3,000 | 10 |
| 3     | Griechenland | 1:3 | 1:3 | 4:6 | 118  | 107  | 1,102 | 1,180 | 1,034 | 9  |

| Platz | Nation       | MP  | PP  | SP  | Pkte | Aufn | MGD   | BMD   | BED   | HS |
| ----- | ------------ | --- | --- | --- | ---- | ---- | ----- | ----- | ----- | -- |
| 1     | Österreich B | 3:1 | 3:1 | 7:4 | 129  | 105  | 1,228 | 1,375 | 1,545 | 6  |
| 2     | Türkei A     | 3:1 | 3:1 | 6:5 | 122  | 109  | 1,119 | 1,339 | 1,444 | 8  |
| 3     | Deutschland  | 0:4 | 0:4 | 4:8 | 144  | 99   | 1,454 | -     | -     | 6  |

| Platz | Nation       | MP  | PP  | SP  | Pkte | Aufn | MGD   | BMD   | BED   | HS |
| ----- | ------------ | --- | --- | --- | ---- | ---- | ----- | ----- | ----- | -- |
| 1     | Niederlande  | 3:1 | 3:1 | 7:4 | 137  | 84   | 1,630 | 1,970 | 2,222 | 11 |
| 2     | Spanien      | 2:2 | 2:2 | 6:5 | 125  | 84   | 1,488 | 1,764 | 2,176 | 8  |
| 3     | Österreich A | 1:3 | 1:3 | 3:7 | 115  | 98   | 1,173 | 1,100 | 1,166 | 6  |

### KO-Runde
In der Finalrunde wird „Best of 5“ bis 15 Punkte gespielt.

|  | Viertelfinale Best of 5 | Viertelfinale Best of 5 |             |             | Halbfinale Best of 5 | Halbfinale Best of 5 |  |  | Finale Best of 5 | Finale Best of 5 |
|  |                         |                         |             |             |                      |                      |  |  |                  |                  |
|  | Belgien A               | 0/0/3/1,260             |             |             |                      |                      |  |  |                  |                  |
|  | Türkei A                | 2/2/6/1,386             |             |             |                      |                      |  |  |                  |                  |
|  | Türkei A                | 2/2/6/1,386             | Türkei A    | 2/2/6/1,447 |                      |                      |  |  |                  |                  |
|  |                         |                         | Türkei A    | 2/2/6/1,447 |                      |                      |  |  |                  |                  |
|  |                         | Frankreich A            | 0/0/4/1,317 |             |                      |                      |  |  |                  |                  |
|  | Dänemark                | Frankreich A            | 0/0/4/1,317 | 0/0/3/1,010 |                      |                      |  |  |                  |                  |
|  | Dänemark                |                         |             | 0/0/3/1,010 |                      |                      |  |  |                  |                  |
|  | Frankreich A            | 2/1/5/1,030             |             |             |                      |                      |  |  |                  |                  |
|  |                         |                         | Türkei A    | 2/2/5/1,660 |                      |                      |  |  |                  |                  |
|  |                         | Niederlande             | 0/0/2/1,745 |             |                      |                      |  |  |                  |                  |
|  | Österreich B            | 0/0/3/1,111             |             |             |                      |                      |  |  |                  |                  |
|  | Spanien                 | 2/2/6/1,729             |             |             |                      |                      |  |  |                  |                  |
|  | Spanien                 | 2/2/6/1,729             | Spanien     | 0/0/1/1,458 |                      |                      |  |  |                  |                  |
|  |                         |                         | Spanien     | 0/0/1/1,458 |                      |                      |  |  |                  |                  |
|  |                         | Niederlande             | 2/2/5/1,843 |             |                      |                      |  |  |                  |                  |
|  | Niederlande             | Niederlande             | 2/2/5/1,843 | 1/1/3/1,316 |                      |                      |  |  |                  |                  |
|  | Niederlande             |                         |             | 1/1/3/1,316 |                      |                      |  |  |                  |                  |
|  | Türkei B                | 1/1/3/0,967             |             |             |                      |                      |  |  |                  |                  |

### Abschlusstabelle Finalrunde
| MP    | Match Punkte (Sieger = 2; Unentschieden = 1; Verlierer = 0) |
| SV    | Satzverhältnis (nur bei Turnieren im Satzsystem)            |
| Pkte. | Erzielte Karambolagen                                       |
| Aufn. | benötigte Aufnahmen                                         |
| GD    | Generaldurchschnitt                                         |
| MGD   | Mannschafts-Generaldurchschnitt                             |
| BED   | Bester Einzeldurchschnitt eines Spielers                    |
| BEMD  | Bester Einzeldurchschnitt einer Mannschaft                  |
| BSD   | Bester Satzdurchschnitt eines Spielers                      |
| HS    | Höchstserie                                                 |
| WRP   | Weltranglistenpunkte                                        |

| Phase           | Platz | Nation       | MP  | PP   | SP    | Pkte | Aufn | MGD   | BMD   | BGD   | BED   | HS |
| --------------- | ----- | ------------ | --- | ---- | ----- | ---- | ---- | ----- | ----- | ----- | ----- | -- |
| Finale          | 1     | Türkei A     | 9:1 | 9:1  | 23:14 | 437  | 322  | 1,357 | 1,660 | 1,487 | 1,781 | 8  |
| Finale          | 2     | Niederlande  | 9:5 | 9:5  | 24:15 | 512  | 335  | 1,528 | 1,970 | 1,710 | 2,222 | 11 |
| Halb- finale    | 3     | Frankreich A | 8:4 | 7:4  | 22:14 | 458  | 369  | 1,241 | 1,428 | 1,271 | 1,660 | 10 |
| Halb- finale    | 3     | Spanien      | 4:4 | 4:4  | 13:13 | 323  | 206  | 1,567 | 1,764 | 1,660 | 2,176 | 8  |
| Viertel- finale | 5     | Türkei B     | 7:3 | 11:4 | 15:9  | 284  | 242  | 1,173 | 1,777 | 1,208 | 3,000 | 10 |
| Viertel- finale | 6     | Österreich B | 7:3 | 7:3  | 18:13 | 362  | 318  | 1,138 | 1,375 | 1,213 | 1,545 | 7  |
| Viertel- finale | 7     | Belgien A    | 4:2 | 4:2  | 11:9  | 241  | 211  | 1,142 | 1,468 | 1,303 | 2,142 | 9  |
| Viertel- finale | 8     | Dänemark     | 3:3 | 3:2  | 9:8   | 199  | 182  | 1,093 | 1,407 | 1,107 | 1,666 | 7  |
| Gruppen- phase  | 9     | Griechenland | 1:3 | 1:3  | 4:6   | 118  | 107  | 1,102 | 1,180 | 1,346 | 1,034 | 9  |
| Gruppen- phase  | 10    | Österreich A | 1:3 | 1:3  | 3:7   | 115  | 98   | 1,173 | 1,100 | 1,260 | 1,166 | 6  |
| Gruppen- phase  | 11    | Deutschland  | 0:4 | 0:4  | 4:8   | 144  | 99   | 1,454 | -     | 1,574 | -     | 6  |
| Gruppen- phase  | 12    | Portugal     | 0:4 | 0:4  | 3:8   | 118  | 141  | 0,836 | -     | 0,886 | -     | 6  |
| Gruppen- phase  | 13    | Frankreich B | 3:1 | 3:1  | 6:3   | 98   | 88   | 1,113 | 1,304 | 1,156 | 1,578 | 8  |
| Gruppen- phase  | 14    | Ägypten      | 2:2 | 2:2  | 5:4   | 101  | 126  | 0,801 | 1,000 | 0,833 | 1,000 | 7  |
| Gruppen- phase  | 15    | Belgien B    | 2:2 | 2:2  | 4:5   | 105  | 110  | 0,954 | 1,030 | 1,000 | 1,250 | 6  |
| Gruppen- phase  | 16    | Schweiz      | 0:4 | 0:4  | 1:8   | 88   | 101  | 0,871 | -     | 1,116 | -     | 7  |
| Gruppen- phase  | 17    | Schweden     | 0:4 | 0:4  | 2:8   | 107  | 132  | 0,810 | -     | 0,875 | -     | 5  |
| Gruppen- phase  | 18    | Kroatien     | 0:4 | 0:4  | 1:8   | 57   | 103  | 0,553 | -     | 0,565 | -     | 6  |
| Gruppen- phase  | 19    | Luxemburg    | 0:4 | 0:4  | 0:8   | 48   | 89   | 0,539 | -     | 0,705 | -     | 5  |